# ريان برايس
ريان برايس (بالإنجليزية: Ryan Price)‏ (12 يناير 1992 بسميثتاون في الولايات المتحدة - ) هو لاعب كرة قدم أمريكي في مركز الدفاع. لعب مع تولسا روناكس وFloridians FC ‏.

## وصلات خارجية
- ريان برايس على موقع قاعدة بيانات كرة القدم.إي يو (الإنجليزية)